# Нова Ганзейська ліга
Нова Ганзейська ліга, або Ганза, також відома як Ганзейська ліга 2.0, була створена у лютому 2018 року міністрами фінансів країн Європейського Союзу з Данії, Естонії, Фінляндії, Ірландії, Латвії, Литви, Нідерландів та Швеції через підписання двосторінкового основоположного документа, який визначає «спільні погляди та цінності у дискусії про архітектуру Економічного та валютного союзу Європейського Союзу (ЕВС)». Назва походить від Ганзейської ліги — північноєвропейського комерційного та оборонного союзу, який існував до 16-го століття.
Ця група бачить об'єднання як спосіб компенсувати втрату однодумного Сполученого Королівства на політичній арені Європи після Brexit. Країни-учасники прагнуть більш розвиненого єдиного ринку Європи, особливо у сфері послуг (так званого «Союзу ринків капіталу»). Вони також прагнуть перетворити Європейський механізм стабільності на повноцінний Європейський валютний фонд, який би перерозподіляв багатства від країн ЄС із торговельним профіцитом до країн із торговельним дефіцитом. Декілька аналітичних центрів, зокрема Free Trade Europa, підтримують цей підхід.
У своїй промові в Нідерландах віце-прем'єр Ірландії Саймон Ковені припустив, що співпраця між країнами альянсу може поширитися також на зовнішню політику, зокрема на близькосхідний мирний процес і відносини ЄС з Африкою. Деякі висловлюють побоювання, що Нова Ганзейська ліга може посилити існуючі політичні розбіжності між північчю та півднем Європи через надто тісне об'єднання північних європейських країн. Нова, більш фіскально консервативна група країн ЄС існує в неформальному форматі та відома як «Скупі чотири». До її складу входять деякі з країн Нової Ганзейської ліги та Австрія.
У листопаді 2018 року Нова Ганзейська група закликала надати Європейському механізму стабільності більшу роль у контролі за державними бюджетами. Відповідно до цього плану, перед наданням допомоги мали б проводитися формальні перевірки стійкості державного боргу та здатності уряду сплачувати борги. Цей заклик надійшов після відхилення Європейською Комісією бюджету Італії на 2019 рік і був підписаний всіма вісьмома членами Ліги, а також двома додатковими підписантами з Чехії та Словаччини.

## Перша ліга
Перша Ганзейська ліга, або просто Ганза, була комерційним та оборонним союзом торгових міст і гільдій основних морських міст Балтійського та Північного Атлантичного узбережжя. Заснована в Любеку в 1158 році, перший союз складався з вільних німецьких морських міст Любек, Гамбург, Люнебург, Вісмар, Росток і Штральзунд.
Багато інших міст пізніше приєдналися до Ганзи, таких як Кельн, Гронінген, Берлін і Стокгольм. Крім того, Ганза створила торгові пости в портах майже всієї північної Європи і навіть заснувала свої власні квартали — так звані контори — в таких місцях, як Лондон, Антверпен, Новгород і Брюгге.
Цей союз набув великого комерційного, а також військового значення. З моменту заснування Ганза підтримувала майже симбіотичні відносини з балтійською монастирською державою Тевтонського ордену. Пізніше вона створила власний флот. З ростом національних держав і занепадом гільдій Ганза занепала, доки не залишилося лише три міста: Любек, Гамбург і Бремен, а остаточно вона була розпущена під час об'єднання Німеччини.

## Створення Нової Ганзи
З розширенням Європейського Союзу з'явилися нові можливості для врівноваження влади домінуючого франко-німецького блоку (також відомого як Ахенський блок) у Європейському комітеті. Таким чином, у Центральній і Східній Європі були створені такі ініціативи, як Вишеградська група, Ініціатива трьох морів або Крайова група. Останніми роками на півночі континенту з'явилася Нова Ганзейська ліга.
Ця ініціатива народилася внаслідок Brexit. Як третя за економічною вагою країна в ЄС, Сполучене Королівство мало великий вплив на економічну політику Союзу, захищаючи такі ідеї, як економічна стабільність, скорочення дефіциту, зменшення боргів, економічна дерегуляція та стабільна монетарна політика, яка запобігає інфляції, а також політика вільної торгівлі.
Ці ідеї суперечили французькій економічній політиці, яка орієнтована на більший економічний дирижизм та інтервенціонізм, з акцентом на соціальні проекти та протекціонізм. Тим часом обережна позиція Німеччини виступала як баланс і золота середина між цими двома позиціями. Позиції Лондона також підтримували Нідерланди та Данія, а також інші країни з традиціями морської торгівлі, які, з огляду на можливий вихід Великої Британії з ЄС, вирішили встановити між собою тіснішу координацію.
Ще однією причиною створення Нової Ганзи стало прихід до влади Еммануеля Макрона та його піднесення як лідера в ЄС. Макрон відмовився від частини економічної риторики, з якою був обраний у 2017 році, наближаючись до традиційних французьких позицій, яких також дотримуються такі країни, як Італія та Іспанія.
Останнім тригером для ініціативи, натхненної Нідерландами та Ірландією, стало заміщення у січні 2018 року Єруна Дейсселблума на посаді президента Єврогрупи португальським соціалістичним міністром Маріо Сентено. Для багатьох політиків північної Європи жорстка позиція Дейсселблума під час грецької боргової кризи 2015 року була правильною та вважалася шляхом вперед для економічної та монетарної політики ЄС і Єврозони.
Цю групу спочатку називали такими іменами, як «Вікінги» або «Коаліція поганої погоди». У лютому 2018 року міністри фінансів Нідерландів, Данії, Ірландії, Швеції, Фінляндії, Естонії, Латвії та Литви підписали засновницький документ Нової Ганзейської ліги.

## Політичні та економічні цінності
Основні цілі Нової Ганзейської ліги засновані на ідеях вільної торгівлі, а також на підтримці збалансованого бюджету. Головна мета — розвиток Європейського стабілізаційного механізму, заснованого в Люксембурзі. Ідея полягає в тому, що цей розвиток зрештою перетворить ЄСМ на пленарне засідання Виконавчої ради Європейського валютного фонду, який буде перерозподіляти багатства між країнами-членами з профіцитами та тими, що мають дефіцити торгівлі. Ганза також підтримує надання ЄСМ більше повноважень для втручання в національні бюджети з метою запобігання перевищенню лімітів дефіциту.